# Euchilichthys boulengeri
Euchilichthys boulengeri es una especie de peces de la familia Mochokidae en el orden de los Siluriformes.

## Morfología
• Los machos pueden llegar alcanzar los 9,7 cm de longitud total.

## Reproducción
Es ovíparo.

## Hábitat
Es un pez de agua dulce. y de clima tropical (23 °C-26 °C).

## Distribución geográfica
Se encuentran en África: río Lulu ( cuenca del río Congo en la República Democrática del Congo ).